# Zeinab
Zeinab är ett arabiskt kvinnonamn; ursprungligen namnet på en väldoftande växt.

## Varianter
- Zainab
- Zaynab

## Personer med namnet Zeinab
- Zainab Bakkour, långdistanslöpare från Syrien

- Zainab bint Khuzaima hustru till Muhammed
- Zainab bint Djahsh ytterligare en hustru till Muhammed
- Zainab bint Muhammad, dotter till Muhammed
- Zainab bint Ali, barnbarn till Muhammed